# 般若川

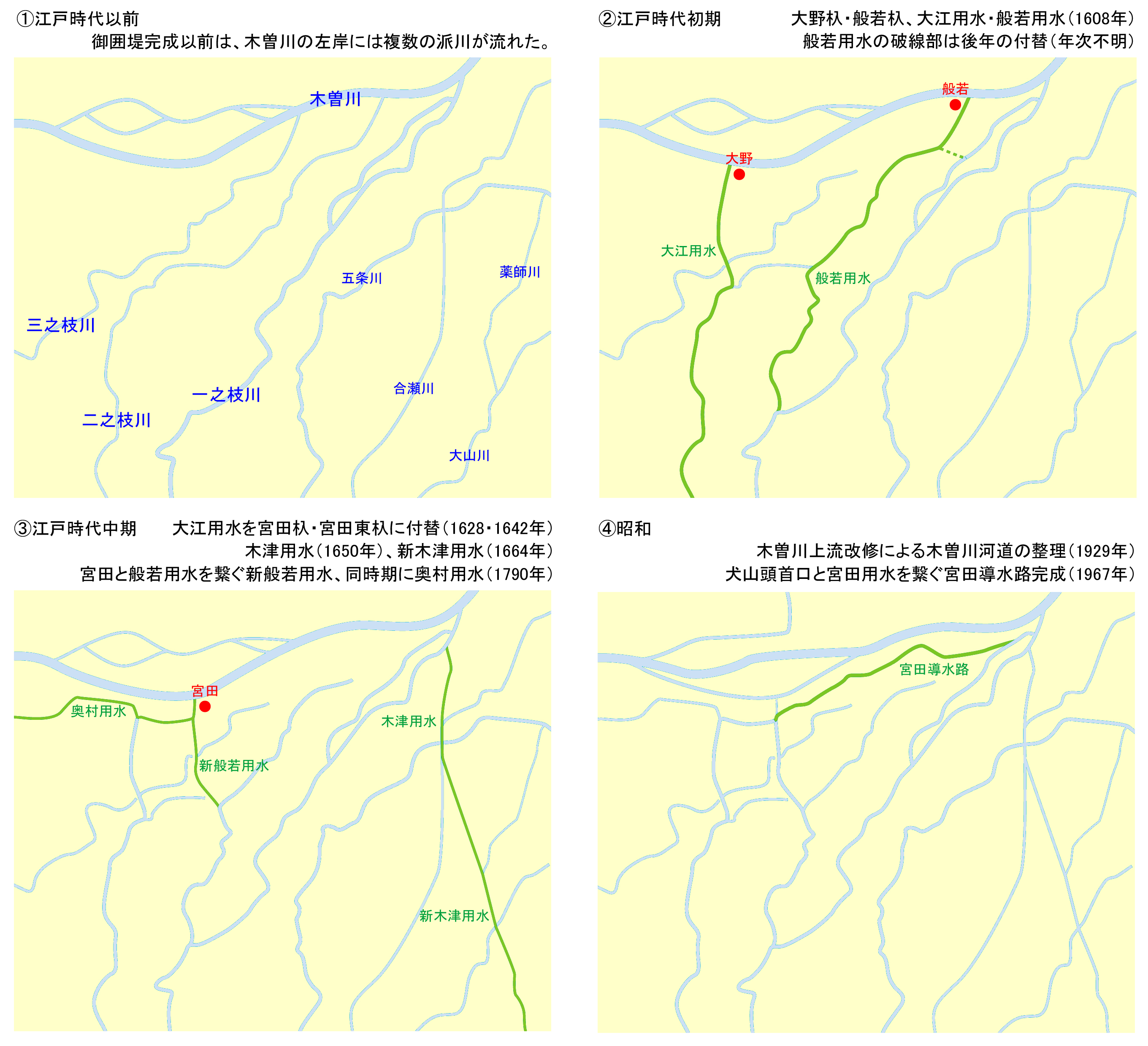
木曽川左岸用水路の変遷。詳細は宮田用水を参照。

般若川（はんにゃがわ）あるいは般若用水（はんにゃようすい）は、木津用水の一部を構成する農業用排水路。本項目では後に般若用水に接続するために開削された新般若用水（はんにゃようすい）についても扱う。

## 地理
愛知県丹羽郡扶桑町と江南市の境目付近に端を発する。南西に流れて、一宮市時之島の東端付近で新般若用水を合わせて南に流れを変え、一宮市丹陽町重吉鬼ケ島付近で青木川に合流する。

## 歴史
木曽川の左岸では複数の派川が分流・合流を繰り返して流れており、般若で木曽川から分岐する二之枝川の上流部を「般若川」と呼んだ。現在般若川と呼ばれる河川は、この二之枝川上流部を改修して整備されたものである。
用水整備のきっかけとなったのは、1608年（慶長13年）の「御囲堤」建造である。御囲堤によって木曽川左岸派川は木曽川から切り離され、流域では用水の確保が困難となることが予想されたため、御囲堤建造と同時期に堤防の数箇所に杁が設けられ用水網が整備される。般若村に設置された杁が尾張最古の元杁であるとされるが、最初の杁は1634年（寛永11年）の大水で流されたためやや上流の岩手村へと移設された。移設後の杁は長さ十五間、幅二間、高さ一間と記録にある。
般若用水と同じく二之枝川を改修した用水路に大野杁から取水する大江用水もあったが、当時の木曽川は頻繁に河道を変更を繰り返していたため次第に般若杁・大野杁ともに取水が困難となった。般若用水は後に木津の木津元杁から般若用水・大江用水に補給する形に変更されたが水量不足は解消せず、宮田村の杁に付替えられていた大江用水からに接続する新般若用水が1790年（寛政2年）に開削された。
1988年（昭和63年）1月25日に扶桑町は、木曽川扶桑緑地公園内の元杁跡を町文化財に指定した。

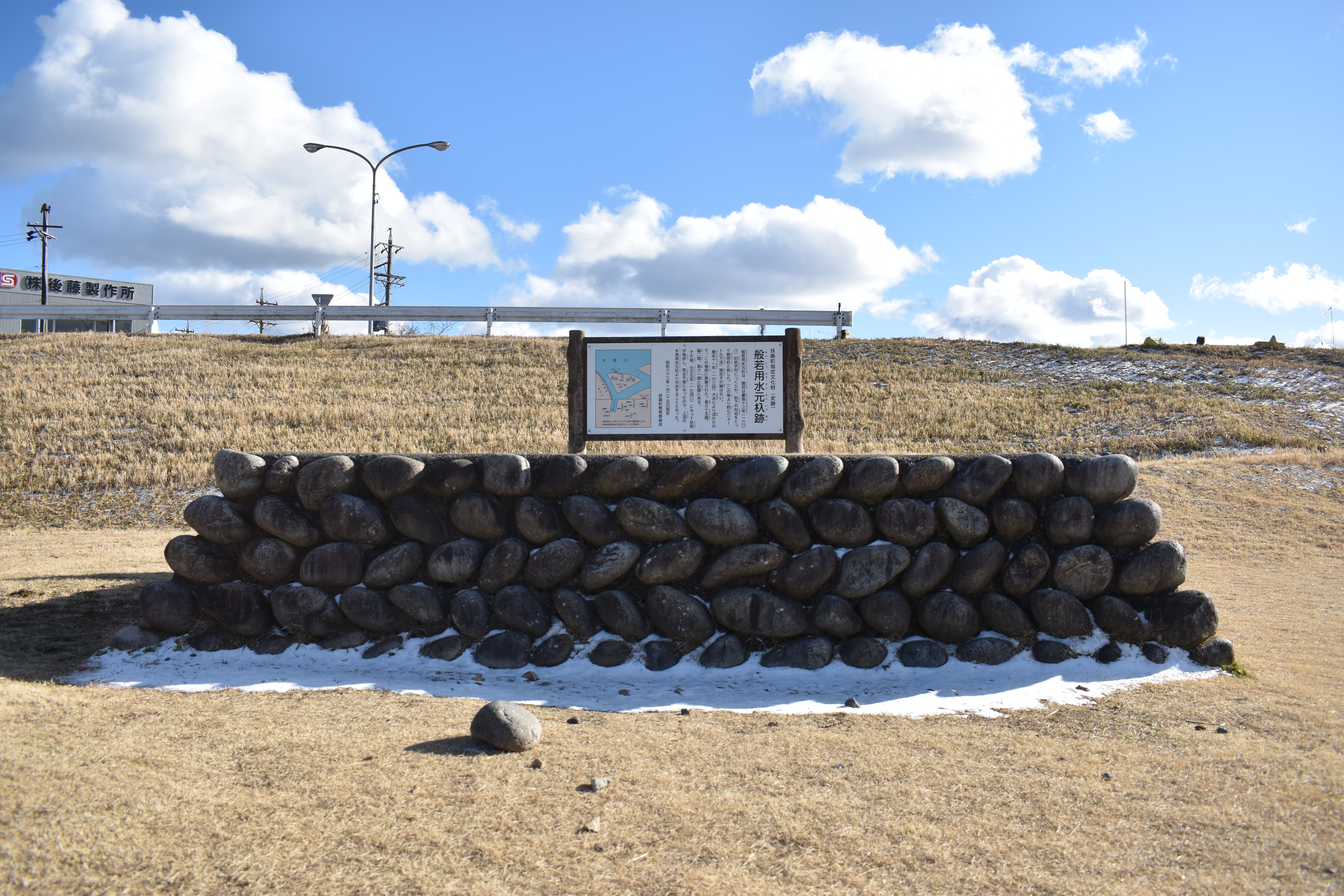
般若用水元杁跡